# Uzbečka vaterpolska reprezentacija
Uzbečka vaterpolska reprezentacija predstavlja državu Uzbekistan u športu vaterpolu.

## Odličja na velikim natjecanjima

### Azijske igre
- 1998.:  srebro

### Razvojni trofej FINA-e u vaterpolu
- 2013.:  zlato